# Konice (klein district)
Správní obvod obce s rozšířenou působností Konice (Nederlands: Administratief district van de gemeente met uitgebreide bevoegdheid Konice, afgekort SO ORP Konice) is een van de twee administratieve districten van gemeenten met uitgebreide bevoegdheid (správní obvody rozšířené působnosti obcí) in het Tsjechische district Prostějov in de regio Olomouc. Het administratief district is in 2003 opgericht en binnen het district vallen 22 gemeenten. De stad Konice is de enige gemeente met bevoegd gemeentebestuur (obec s pověřeným obecním úřadem).

## Lijst van gemeente
De obce (gemeenten) in de SO ORP Konice. De vetgedrukte plaatsen hebben stadsrechten. De cursieve plaatsen zijn steden zonder stadsrechten (zie: vlek).
Bohuslavice - Brodek u Konice - Březsko - Budětsko - Dzbel - Hačky - Horní Štěpánov - Hvozd - Jesenec - Kladky - Konice - Lipová - Ludmírov - Ochoz - Polomí - Přemyslovice - Raková u Konice - Rakůvka - Skřípov - Stražisko - Suchdol - Šubířov